# Amiens
Amiens (IPA: [amjɛ̃]) város Franciaországban, 120 kilométerre északra Párizstól, Hauts-de-France régióban (korábban Pikárdia régióban. Somme megye székhelye. Franciaország kulturális és történelmi városa címet viseli. Lakosainak száma 134 780 fő (2022. január 1.). Amiens Poulainville, Allonville, Argœuves, Cagny, Camon, Dreuil-lès-Amiens, Dury, Longueau, Pont-de-Metz, Rivery, Saint-Fuscien, Salouël és Saveuse községekkel határos.

## Története
Az acheuli kultúra nevű felső-paleolitikumi kultúra Amiens egyik külvárosáról, Acheulről kapta nevét. Amiens elője, a római Samarobriva volt a gall ambiani törzs központi települése. Az ambianusok a Kr. e. 1. században pénzt is kibocsátottak, valószínűleg Amiens-ben. A hagyomány szerint Amiens kapuinál történt, hogy Tours-i Szent Márton, akkor még római katona, megosztotta a köpenyét egy mezítelen koldussal. A város hetedik püspöke Amiens-i Szent Honoratus volt. Később Amiens Pikárdia fővárosa lett.
Az 1802. március 27-én az Egyesült Királyság, Franciaország, Spanyolország és a Batáviai Köztársaság (Hollandia) kötötte amiens-i béke több mint egy évi szünetet teremtett a napóleoni háborúkban. Az 1918. augusztus 8-án kezdődött amiens-i csata volt a nyitánya az első világháborút eldöntő „száznapos offenzívának”.
Négy évvel korábban Amiens közelében került sor az az első albert-i csatára.
A második világháború idején, 1944. február 18-án a britek a Jericho-hadműveletben 258 foglyot szabadítottak ki a németek megszállta Amiens-ben a börtön bombázásával.

## Népesség
| Lakosok száma | 40 000 | 45 001 | 83 654 | 93 207 | 90 211 | 135 501 | 132 727 | 132 874 | 134 706 | 134 780 |
|               | 1793   | 1831   | 1891   | 1911   | 1931   | 1999    | 2011    | 2015    | 2019    | 2022    |

## Látványosságai

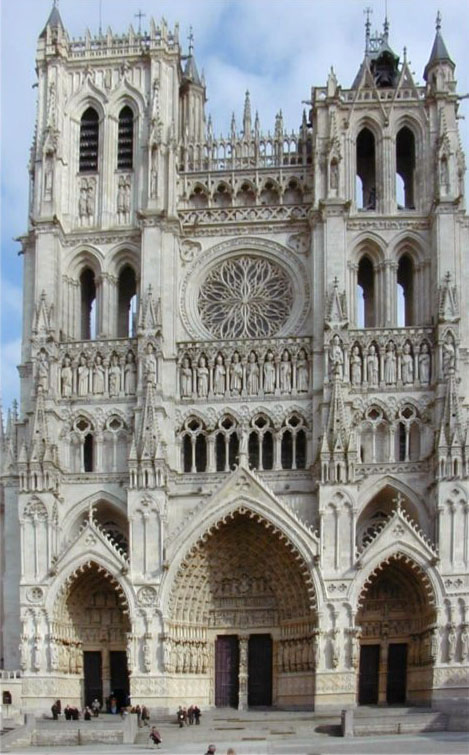
Az amiens-i katedrális.

Az amiens-i katedrális (a világörökség része) a 13. századi klasszikus gótikus katedrálisok közt a legmagasabb. Miután a korábbi katedrálist egy tűz elpusztította, az új hajót 1220-ban kezdték el építeni és 1247-ben fejezték be.
Amiens másik nevezetessége az hortillonnages, a Somme folyó menti mocsarak kis szigeteinek kertjei, amelyeket mesterséges csatornarendszer vesz körül.
A Madeleine temetőben nyugszik az író Jules Verne, aki itt élt és 1888-tól haláláig, 1905-ig a városi tanácsnak is tagja volt.

## Testvérvárosok
- Tulsa (Oklahoma), Amerikai Egyesült Államok
- Darlington, Anglia

## Magyar vonatkozás
Amiens-ben született a magyar sakkozó, Benkő Pál nagymester.

## Híres emberek

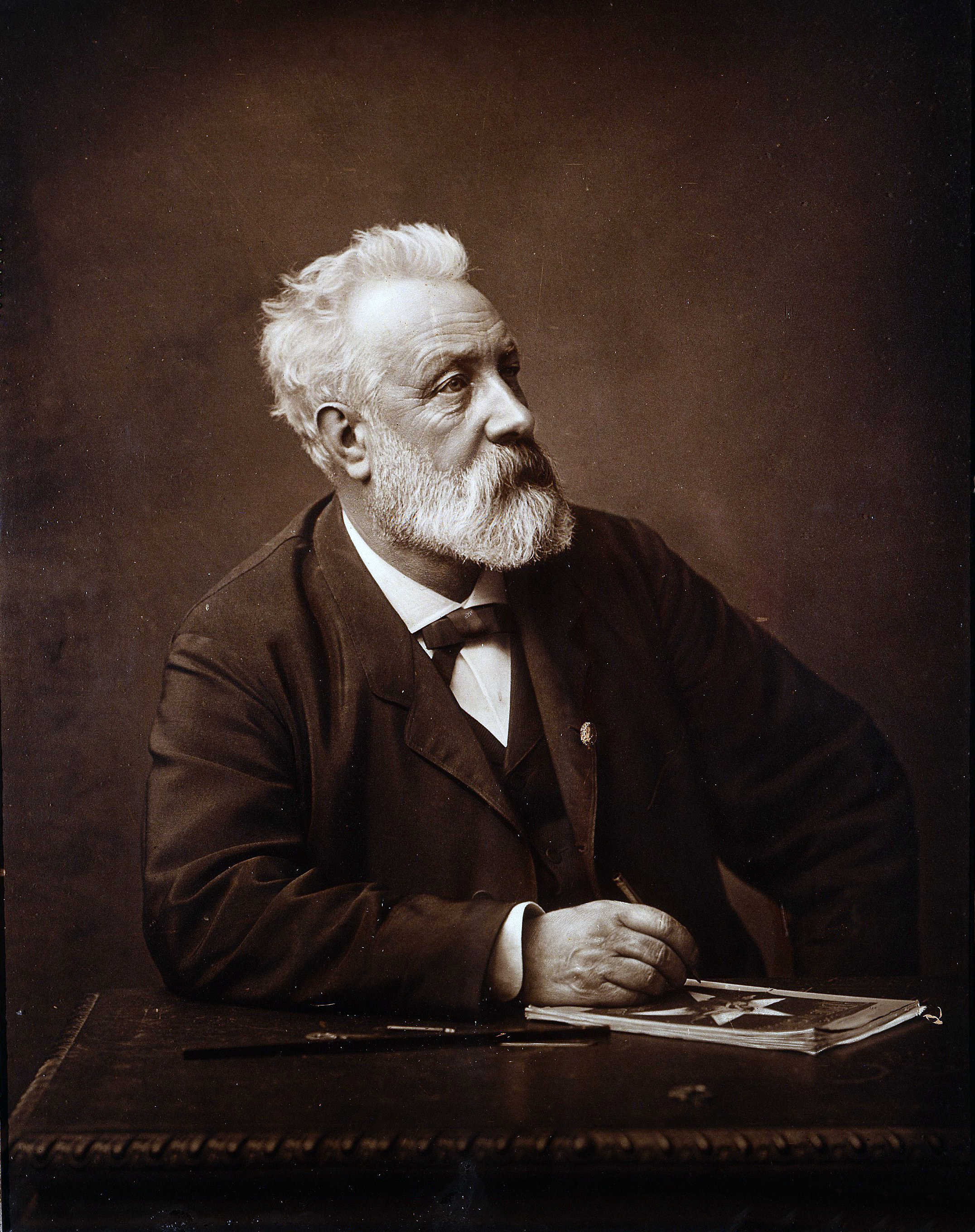
Jules Verne 1892-ben.

- Itt született 1774-ben André Marie Constant Duméril francia zoológus,
- Itt született Benkő Pál magyar sakkozó,
- Itt született 1842-ben Édouard Lucas francia matematikus, a Hanoi-torony felfedezője,
- Itt született Péter remete, az első keresztes háború kulcsalakja,
- Itt halt meg Jules Verne író, és a helyi temetőben található a síremléke
- Itt született 1912-ben Odette Sansom, a francia francia ellenállás kiemelkedő alakja,
- Itt született 1889-ben Clovis Trouille festő, aki az amiens-i szépművészeti főiskolán (École des Beaux-Arts) tanult 1905-től 1910-ig,
- Amienstől lőtték le Manfred von Richthofennek (1892-1918), az első világháború legsikeresebb vadászpilótájának repülőgépét.

## Fordítás
- Ez a szócikk részben vagy egészben az Amiens című angol Wikipédia-szócikk ezen változatának fordításán alapul.  Az eredeti cikk szerkesztőit annak laptörténete sorolja fel. Ez a jelzés csupán a megfogalmazás eredetét és a szerzői jogokat jelzi, nem szolgál a cikkben szereplő információk forrásmegjelöléseként.